# Laurence Mason
Laurence Mason (Bronx, 2 de outubro de 1964), é um ator e cineasta norte-americano. Mason nasceu em Bronx, Nova Iorque. Ele foi reconhecido pelo seu talento na televisão no Teatro de todas as crianças com 10 anos, assumindo papéis na Broadway e Off-Broadway. Ele se matriculou na Performing Arts High School (Fame) em Nova Iorque mais tarde na Universidade Estadual de Nova York..
Mason realizado em um número de produções no Harold Clurman Theatre eo Nuyerican Poets Café, inclusive aparecendo em comerciais, vídeos de música hip hop, numa temporada em One Life to Live. Seu primeiro longa-metragem foi True Romance (sob Tony Scott). Logo depois, ele conseguiu um papel em The Crow com o falecido Brandon Lee e hackers juntamente com Angelina Jolie. Ele teve papéis recorrentes em The Shield e Prison Break conhecido pelo personagem Sammy Norino.

## Filmografia
| Year | Title                        | Role                    | Notes      |
| ---- | ---------------------------- | ----------------------- | ---------- |
| 1993 | Joey Breaker                 | Lester White            |            |
| 1993 | New York Cop                 | Danny Boy               |            |
| 1993 | True Romance                 | Floyd 'D'               |            |
| 1994 | The Crow                     | Tin Tin                 |            |
| 1995 | Parallel Sons                | Knowledge Johnson       |            |
| 1995 | The Keeper                   | Jordi                   |            |
| 1995 | Hackers                      | Nikon                   |            |
| 1998 | Side Streets                 | Dennis                  |            |
| 2001 | A.I. Artificial Intelligence | Tech Director           |            |
| 2001 | Behind Enemy Lines           | Brandon                 |            |
| 2001 | Ali                          | Luis Sarria             |            |
| 2004 | Fronterz                     |                         |            |
| 2007 | The Take                     | Curtis Fellows          |            |
| 2009 | JoJo                         | JoJo                    | Short      |
| 2009 | Public Enemies               | Porter at Union Station |            |
| 2010 | Detention                    | Officer Straw           | Short      |
| 2011 | The Lincoln Lawyer           | Earl                    |            |
| 2011 | Killer on the Loose          |                         | Short      |
| 2013 | Runner Runner                | Governor                | Uncredited |
| 2014 | Stitch                       | Pirino                  |            |
| 2014 | Red Butterfly                | Dutch Fred              |            |

### Televisão
| Year       | Title                           | Role                  | Note                                                   |
| ---------- | ------------------------------- | --------------------- | ------------------------------------------------------ |
| 1992       | Hardcore TV                     | Rastaman              |                                                        |
| 1993       | Law & Order                     | Roach                 | Episode: "Born Bad" (4.09)                             |
| 1994       | Lifestories: Families in Crisis | Sergio                | Episode: "POWER:The Eddie Matos Story" (1.13)          |
| 1996       | New York Undercover             | Cornell Walker        | Episode: "Kill the Noise" (3.06)                       |
| 1998       | Homicide: Life on the Street    | Dennis Rigby          | Episode: "Sins of the Father" (6.10)                   |
| 2000       | Profiler                        | Billy                 | Episode: "House of Cards" (4.16)                       |
| 2000       | Judging Amy                     | Johnson               | Episode: "Zero Tolerance" (2.01)                       |
| 2000       | The District                    | James Powerswell      | Episode: "Dirty Laundry" (1.02)                        |
| 2002       | JAG                             | Lt. Flavin            | Episode: "Odd Man Out" (7.14)                          |
| 2002       | First Monday                    |                       | Episode: "Crime and Punishment" (1.04)                 |
| 1997, 2003 | NYPD Blue                       | Gordo / Crow Taylor   | Episode: "Bad Rap" (4.19) Episode "Bottoms Up" (10.13) |
| 2004       | CSI: Miami                      | Maurice Dushamp       | Episode: "Invasion" (2.16)                             |
| 2005       | Threshold (TV series)           | Sheriff Fogel         | Episode: " The Burning" (1.04)                         |
| 2005- 2006 | The Shield                      | Halpern White         | 8 episodes                                             |
| 2007       | In Case of Emergency            | Bill                  | 2 episodes (1.06, 1.08)                                |
| 2007       | Burn Notice                     | Andre Dekker          | Episode: "Unpaid Debts" (1.06)                         |
| 2007- 2008 | Prison Break                    | Sammy                 | 10 episodes                                            |
| 2011       | Breakout Kings                  | Born Again Gangster   | Episode: "Queen of Hearts" (1.05)                      |
| 2012       | Prime Suspect                   | Frank                 | Episode: "Stuck in the Middle with You" (1.13)         |
| 2012       | The Good Wife                   | Jeremy Levitas        | Episode: "Long Way Home" (3.17)                        |
| 2012       | Person of Interest              | Doctor                | Episode: "Matsya Nyaya" (1.20)                         |
| 2015       | Gotham                          | Detective Ben Mueller | Episode: "Under the Knife" (1.20)                      |
| 2015       | Chicago Med                     | Chief Mason           | Episode: "Reunion"                                     |

### Video Games
| Year | Title                                    | Role   | Notes |
| ---- | ---------------------------------------- | ------ | ----- |
| 2000 | Shadow Watch                             | Archer | Voice |
| 2006 | Tom Clancy's Splinter Cell: Double Agent |        | Voice |